# Urocynchramus pylzowi
El pinzón de Przhevalsky (Urocynchramus pylzowi) es un ave paseriforme de la familia Fringillidae y única representante del género Urocynchramus. Se distribuye por las montañas de China centro occidental. El nombre común le viene por Nikolai Przhevalsky, explorador ruso que describió la especie.

## Taxonomía
Sus afinidades taxonómicas por largo tiempo no estuvieron claras, ha sido considerada como miembro de Fringillidae y de Emberizidae. Groth (2000) propuso que se instaurara como único miembro de la familia Urocynchramidae, (algo que originalmente había sido propuesto en la literatura ornitológica alemana en 1918 por Domaniewski, y también por Wolters en 1979) y este cambio fue adoptado en la edición sexta (2007) de la lista de aves de Clements.

## Descripción
El pinzón de Przhevalsky es un ave pequeña de apariencia similar a Uragus sibiricus. La cola es larga, y los sexos son dimórficos, los machos con garganta, pecho y vientre rosados brillantes. Los dos sexos tienen el plumaje castaño rayado en la espalda y las alas. El pico es más fino que el de Uragus sibiricus. La característica morfológica que más los distingue es la pluma primaria exterior, que en los Fringillidae y Emberizidae es vestigial, y en Urocynchramus es dos tercios de la longitud de la primaria más próxima.
Urocynchramus pylzowi vive en elevaciones entre 3050  y 5000 m s. n. m., en parejas durante la reproducción y en pequeñas bandadas durante el invierno. Przhevalsky describió el canto de esta especie como similar al de las Emberizidae. La especie no ha sido muy estudiada en la naturaleza, y se conoce poco de su comportamiento. No se piensa que esté amenazada por actividades humanas y se lista como ave no amenazada en la lista de la IUCN.